# Otheostethus disjunctus
Otheostethus disjunctus är en skalbaggsart som beskrevs av Maria Helena M. Galileo 1987. Otheostethus disjunctus ingår i släktet Otheostethus och familjen långhorningar. Inga underarter finns listade i Catalogue of Life.